# Douglas Nicholls

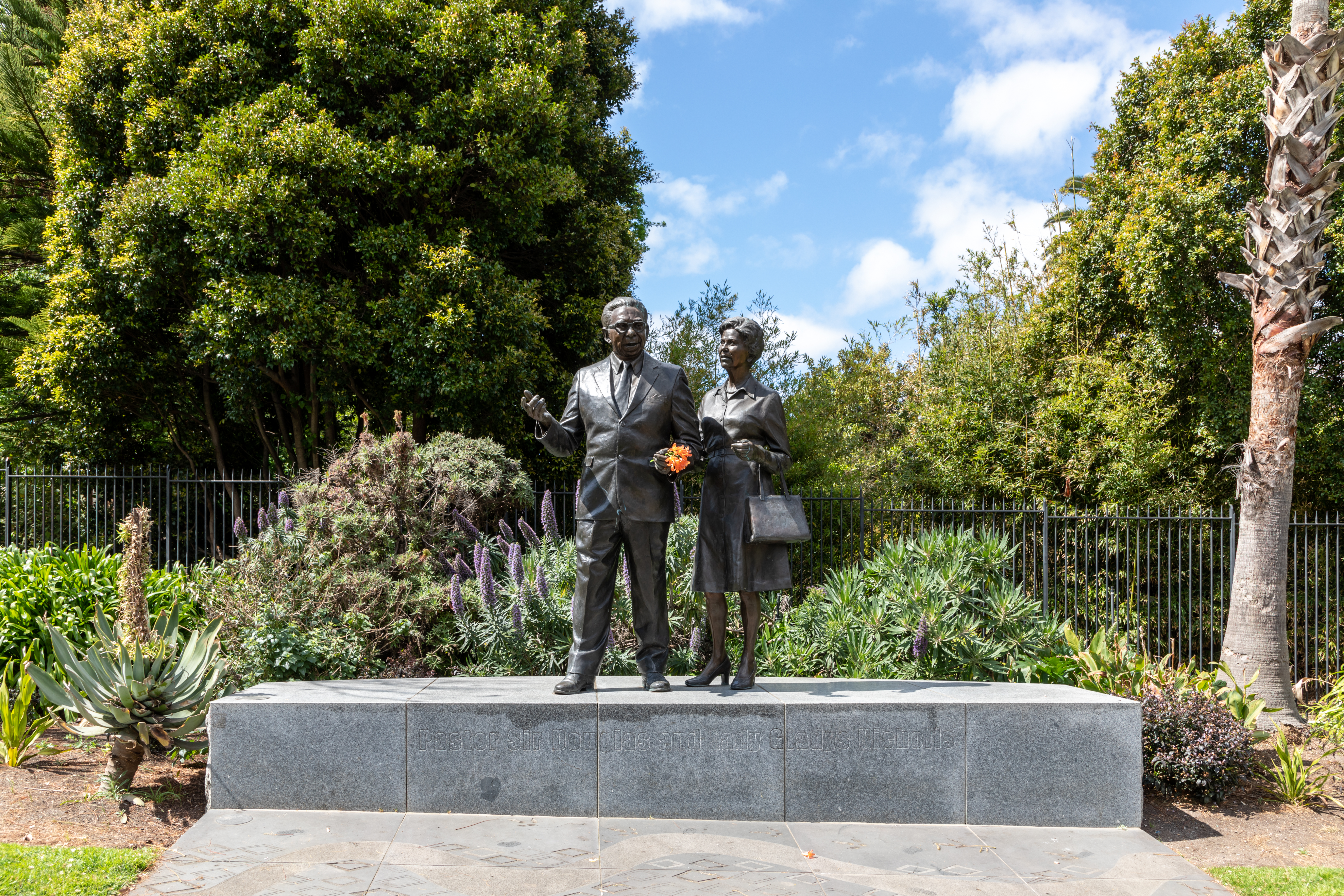
Statue von Sir Douglas Nicholls mit seiner Frau Gladys, Parlament von Victoria

Sir Douglas Ralph Nicholls KCVO, OBE (* 9. Dezember 1906 in Cummeragunja-Mission, New South Wales; † 4. Juni 1988), auch Doug Nicholls genannt, war ein Aborigine der Yorta Yorta, die im Gebiet des Murray Rivers in New South Wales und Victoria leben. Er war ein Profisportler im australischen Football und Pastor. Den Posten des Gouverneurs von South Australia hatte er vom 1. Dezember 1976 bis zum 30. April 1977 inne, bis er aus gesundheitlichen Gründen sein Amt niederlegte.

## Frühes Leben
Douglas Nicholls ging in Cummeragunja zur Schule, an der religiöse Prinzipien gepflegt wurden. Als er acht Jahre alt war, erlebte er, wie seine 16 Jahre alte Schwester von der Polizei in ein Mädchenheim, in das Cootamundra Training Home for Girls, gebracht wurde.
Im Alter von 13 Jahren arbeitete er mit seinem Onkel als Teerhersteller und Helfer auf der Schafszuchtstation, auf der er mit den Schafscherern lebte. Er arbeitete hart und hatte eine fröhliche Veranlagung. Dies brachte einen Schafscherer so weit, dass er ihn zum Kampf herausforderte und einen Preis von einem Wochenlohn von drei australischen Dollar aussetzte. Der Schafscherer verlor nach sechs Runden.

## Sportler
Nicholls spielte Australian Football und wurde in das Team des Carlton Football Club in der Victorian Football League (VFL) aufgenommen, aber er durfte wegen des herrschenden Rassismus nicht spielen und andere Spieler kamen zum Zuge. Von dort ging er für fünf Jahre zum Northcote Football Club (heute Richmond Central Amateur Football Club) und spielte 1929 in dieser Spitzenmannschaft.
Zeitweise verdiente er seinen Unterhalt mit Wettläufen, an denen Läufer unterschiedlicher Menschenrassen teilnahmen, und gewann 1928 den Waracknabeal Gift. Dadurch wurde er von den Organisatoren dieser Rennen freigehalten. Er war der erste Vorsitzende der National Aboriginal Sports Foundation. Im Jahr 1932 wurde Nicholls Mitglied im Fitzroy Football Club, in dem er der erste Aborigines-Spieler war, der für das Victorian Interstate Team im Jahr 1935 ausgewählt wurde. Knieverletzungen zwangen ihn 1939, mit diesem Sport aufzuhören, und er ging 1940 zurück nach Northcote als nicht spielender Coach. Das Footballspiel verschaffte ihm Arbeit während des Winters und in den anderen Jahreszeiten verdiente er Geld durch die Teilnahme an Boxkämpfen in einem Team, das die Teilnehmer aus dem Publikum herausforderte.
Während des Zweiten Weltkriegs unterwies Nicholls das US-Militär in der Bumerang-Wurftechnik; dies belegt ein Foto im Archiv des Australian War Memorial.

## Pastor
Nicholls war Pastor und Sozialarbeiter für Aborigines. Nach dem Tod seiner Mutter interessierte er sich für das Christentum und wurde in Northcote von der Churches of Christ in Australia (heute Northern Community Church of Christ) getauft. 1935 wurde er Laienprediger im Gore St. Mission Centre in Fitzroy.
1941 erreichte ihn die Einberufung zum Militär ins 29th Battalion und 1942 wechselte er zur Polizei von Fitzroy. Diese verließ er als Sozialarbeiter zur Fitzroy-Aborigines-Gemeinschaft, wo er Alkohol- und Spielsüchtige betreute, sich um ihre sozialen Probleme kümmerte und ihnen bei Problemen mit der Polizei half.
Zahlreiche Aborigines folgten seinen religiösen Vorstellungen und es entwickelte sich eine große Anhängerschaft um ihn. Er wurde der erste Aborigine-Pastor der Churches of Christ of Australia. Da er bereits im geistlichen Amt des Pastors ordiniert war, konnte er das Evangelium predigen.

## Politik
1957 wurde er leitender Angestellter der Aborigines Advancement League (AAL). Er war Schriftleiter des Magazins, Smoke Signals und half Aborigines bei Problemen mit Regierungsvertretern und bei allgemeinen Problemen. Er plädierte für die Würde und ein menschliches Dasein der Aborigines. Dies brachte Menschenzulauf und die Unterstützung für die AAL wuchs deshalb schnell an.
Er half bei der Finanzierung von Kinderheimen und Ferienhäuser für Aborigines bei Queenscliff und war Gründungsmitglied des Victorianischen Sekretariats des Federal Council for the Advancement of Aborigines and Torres Strait Islanders (FCAATSI).
1968 wurde er Mitglied des neuen Ministerium für Angelegenheiten der Aborigines in Victoria. Nicholls war auch ein aktiver Freimaurer.

## Familie

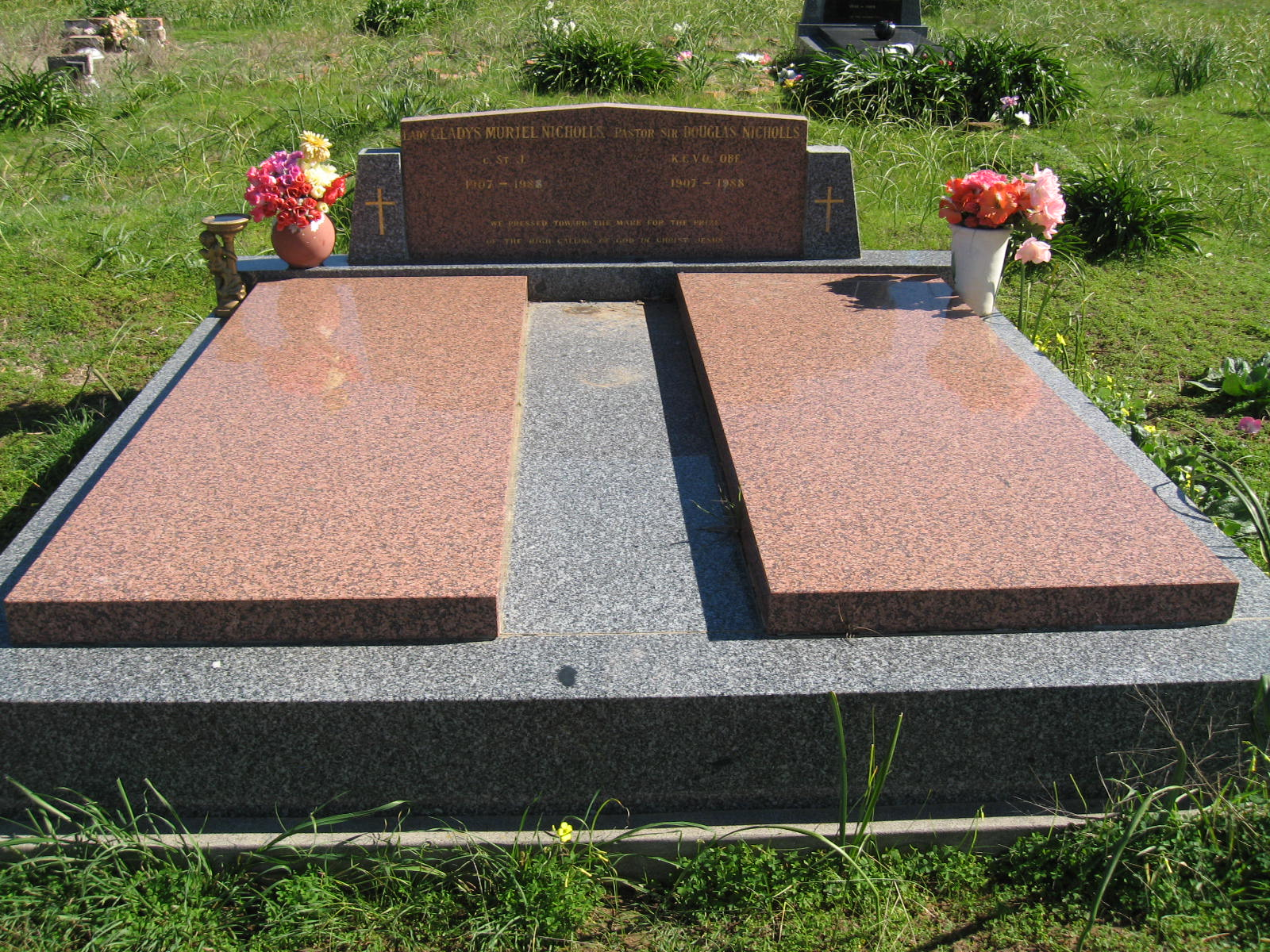
Doug und Gladys Nicholls’ Grab

Doug Nicholls heiratete Gladys Nicholls im Dezember 1942, nachdem ihr erster Mann, ein Bruder von ihm, im April 1942 nach einem Verkehrsunfall gestorben war. Doug und Gladys waren 39 Jahre verheiratet und hatten sechs Kinder, zwei Söhne und vier Töchter.

## Tod
Er starb nach einem Schlaganfall und wurde in einem Staatsbegräbnis auf dem Friedhof von Cummeragunja beigesetzt.

## Auszeichnungen
- 1957: Member des Order of the British Empire (MBE).
- 1962: Father's Day Council of Australia zum Victoria’s Father of the Year (für „outstanding leadership in youth and welfare work and for the inspired example he set the community in his unfailing efforts to further the cause of the Australian Aborigine“) gewählt.
- 1968: Officer des Order of the British Empire (OBE)
- 1968: Treffen mit Papst Paul VI. anlässlich der Ökumenischen Konferenz in Melbourne
- 1970: Gast anlässlich des Besuchs von Königin Elisabeth II. in Australien.
- 1972: als erster Aborigine von Königin Elisabeth II. zum Knight Bachelor geschlagen.[4] Er und seine Frau Gladys reisten deswegen nach London.
- 1973: Ernennung zum King of Moomba.[5]
- 1. Dezember 1976, Sir Doug Nicholls wurde zum 28. Gouverneur von South Australia ernannt, dem ersten Aborigines in dieser Position.
- 1977: er wurde zum Knight Commander des Royal Victorian Order (KCVO)[6]
- 1991: ein Vorort von Canberra wurde Nicholls benannt.
- 2003: die neue Kapelle der  Northern Community Church of Christ in Preston wurde nach ihm benannt.
- 2006: Der Vorschlag Statuen von Sir Douglas und Lady Gladys Nicholls am Parlament Garten, Ecke Nicholson Street und Albert Street in Fitzroy am Parlament von Victoria zu errichten, wird angenommen.[7]  Im Dezember 2007 wurden die Statuen aus Bronze auf einem Granitsockel, die Louis Laumen entwarf und die Ngarra Murray in 1 ½facher Lebensgröße schuf, der Öffentlichkeit übergeben.[8]